# Mymensingh (zila)
Mymensingh is een district (zila) in de divisie Mymensingh van Bangladesh. Het district telt ongeveer 4,4 miljoen inwoners en heeft een oppervlakte van 4363 km². De hoofdstad is de stad Mymensingh.
Mymensingh is onderverdeeld in 12 upazila/thana (subdistricten), 146 unions, 2709 dorpen en 8 gemeenten.